# 純潔教育
純潔教育（じゅんけつきょういく）とは、日本において、一般に「性教育に同じ」「性知識や性道徳に関する教育」と理解され、「純潔教育」と「性教育」は同義と考えられることが多い。
しかし実際には、「純潔教育」という言葉は国によって意味もイメージも様々に使われている。

## 日本における純潔教育

### 学校教育としての純潔教育
大正時代に自由恋愛の思想が普及するにつれ、性の純潔を強調する「純潔教育」が提唱され、実践されるようになった。性道徳を強調する背景には、家制度の維持と、姦通罪・堕胎罪など女性に厳しい法律と公娼制度がおかれる女性差別があった。
1947年（昭和22年）、文部省社会教育局長名により「純潔教育の実施について」が通達され、翌年「純潔教育委員会」が発足、「純潔教育」は社会教育および学校教育における用語として使われるようになり、都道府県教育委員会や市教育委員会により資料の作成や研究が進められた。
しかし度重なる学習指導要領の改訂で性に関する指導内容は分散・削除の傾向をたどり、学校教育としてはほとんど成果を上げないまま、1970年前後には「純潔教育」の用語は「性教育」へ言い換えられるようになった。

### 宗教としての純潔教育
日本においても純潔運動は存在するが、伝統的に社会的な公認性の高い宗教団体や社会団体などを背景としたものは基本的に見られず、ほとんどの場合バックに統一教会がついていることが多い。
例えばNGO団体世界平和女性連合（WFWP）や東西南北統一運動国民連合が出版する月刊En-ichi、その他統一教会系出版会社の図書など、日本語で読める純潔運動の本は、その大多数が統一教会と密接な関係にあるといって良い。
ただし、中絶や十代の性交渉を問題視する一般に保守的な立場からの支持も存在するが、そうした保守層が薦めている参考図書や講演会は統一教会が出版・主催しているものであったりと、境界が不分明になりつつある。
一般的にアカデミズムの分野からは純潔運動を否定的に捉えるものが大半で、キリスト教的価値観が大勢を占めていない日本においては、定着した運動であるとはいえない。かつては生長の家なども「堕胎禁止運動」と称して同様の運動を行なっていた。

## アメリカ合衆国における純潔教育
アメリカ合衆国における純潔教育（英語: abstinence education）とは、一般にシルバー・リング・シングやトゥルー・ラブ・ウェイツをはじめとする純潔運動や、「正式の結婚まで（＝交際中）は性交（婚前交渉）を控えるべきことを教える教育」を意味する。こういった思想の背後には、南部バプテスト連盟をはじめとするキリスト教右派の影響が大きく、米国におけるほとんどの純潔運動団体、純潔教育プログラムの背後には、キリスト右派教団体、及びその支持層の人々がついている。元教育長官ウィリアム・ジョン・ベネットの夫人エレイン・グロヴァーが開始した純潔運動団体ベスト・フレンズ・ファンデーションには、当時の大統領夫人ローラ・ブッシュも何度かその会合に出席し、積極支援したことで知られている。こういった運動は1980年代以降に盛んになったが、近年その動きが急速に高まっていることもしばしば注目される。